# Остра Ветере
Остра Ветере (итал. Ostra Vetere) насеље је у Италији у округу Анкона, региону Марке.
Према процени из 2011. у насељу је живело 1898 становника. Насеље се налази на надморској висини од 197 м.

## Становништво
Према резултатима пописа становништва 2011. у општини је живело 3.471 становника.
| 1936. | 1951. | 1961. | 1971. | 1981. | 1991. | 2001. | 2011. |
| ----- | ----- | ----- | ----- | ----- | ----- | ----- | ----- |
| 4.440 | 4.567 | 3.873 | 3.463 | 3.508 | 3.497 | 3.536 | 3.471 |

## Партнерски градови
- Numana